# Povile
Povile är en ort i Kroatien.   Den ligger i länet Gorski kotar, i den centrala delen av landet, 120 km sydväst om huvudstaden Zagreb. Povile ligger 24 meter över havet och antalet invånare är 231.
Terrängen runt Povile är kuperad åt nordost, men åt sydväst är den platt. Havet är nära Povile åt sydväst. Runt Povile är det ganska glesbefolkat, med 27 invånare per kvadratkilometer. Närmaste större samhälle är Novi Vinodolski, 3,0 km väster om Povile. 